# Falsches Herz (Hörspiel)
Falsches Herz ist ein Kriminalhörspiel aus der Reihe des Radio-Tatorts. Die Textvorlage stammt von Friedrich Ani und Uta-Maria Heim, die hier erstmals das von Christine Lehmann für den Südwestrundfunk gestaltete Stuttgarter Ermittlerduo Kriminalhauptkommissarin Nina Brändle und
Kriminaloberrat Xaver Finkbeiner fortführen. Falsches Herz wurde zum ersten Mal am 5. Februar 2009 ausgestrahlt. Neben den Hauptdarstellern traten mit Bernd Gnann, Angelika Bartsch und Isabelle Höpfner weitere namhafter Sprecher beziehungsweise Schauspieler auf. Ein Pre-Listening des Hörspiels gab es bereits für Teilnehmer des ARD-Hörspieltags im November 2008 in Karlsruhe.
Der vorliegende 14. Fall der Gesamtreihe und zweite Fall des Stuttgarter Tatorts dreht sich in erster Linie um die womögliche Taten eines sexuell motivierten Serientäters: eine ganze Reihe von Jungen wurde bereits sexuell missbraucht und mit einer Plastiktüte erstickt aufgefunden. Da die bisherigen Ermittler nicht mehr weiterkommen, werden Brändle und Finkbeiner auf den Fall angesetzt.

## Inhalt
Der dritte Fall des Landeskriminalamts Baden-Württemberg in Stuttgart führt den stoischen und schweigsamen Südbadener Kriminaloberrat Xaver Finkbeiner als Profiler der Abteilung 8, „Operative Fallanalyse“ und seiner Kollegin, der wortreichen und raubeinigen Schwäbin, Kriminalhauptkommissarin Nina Brändle, zu einer rätselhaften Fallreihe.
Bereits im September des vorangegangenen Jahres war der zehnjährige Niklas Geiger in Bad Mergentheim Opfer eines Sexualstraftäters geworden. Trotz etlicher Hinweise auf sexuellen Missbrauch konnte man keine DNA-Spuren auffinden. Offenbar musste der Junge sterben, weil er sich wehrte. Kurz vor Weihnachten wurde in Rohnburg, gerade einmal 20 Kilometer davon entfernt, der achtjährige Marius Schindler ebenso mit einer Plastiktüte erstickt aufgefunden. Hier ist das Motiv zwar unklar, aber die Tötungsart lässt eine Verbindung erahnen. Auch sind kaum verwertbare Spuren vorhanden, noch immer hat die Polizei keine Verdächtigen aufzuweisen.
Im April des laufenden Jahres vermisst man in Hohenlohe die zwölfjährige Lara Schaub aus Creglingen. Daraufhin lässt die Sonderkommission die Umgebung großflächig untersuchen, woraufhin man auch das Fahrrad Laras in einem Waldstück findet. Da weiterhin unklar bleibt, ob ihr Entführer mit dem Täter der beiden ersten Morde identisch ist, gerät das LKA unter den Druck der öffentlichen Meinung und schaltet daher die „Operative Fallanalyse“ mit Finkbeiner und Brändle ein, die ein Täterprofil ermitteln sollen. Vor Ort untersuchen beide Beamten die Tatorte im Gebiet Hohenlohe und stoßen geradezu auf die vielzitierte „Mauer des Schweigens“. Die Bevölkerung scheint ihre Bemühungen abzulehnen, die Polizei vor Ort beschränkt sich auf das Notwendigste, es gibt keine brauchbaren Zeugenaussagen und jene Kinder, die etwas gesehen haben könnten, blockieren jede weitere Befragung.
Da Brändle jedoch in ihrer enervierenden, bohrenden Art nicht locker lässt und Finkheimer seiner ihm eigenen Intuition vertraut, erkennen beide menschliche Abgründe, die man hier nicht erwartet hätte.

## Hintergrund
Nach den ersten beiden Radio-Tatorten aus Stuttgart, Himmelreich und Höllental und Mordlauf, die beide aus der Feder von Christine Lehmann stammten, erarbeiteten hier erstmals Friedrich Ani und Uta-Maria Heim, letztere im Übrigen auch die spätere Chefdramaturgin des Senders, die Textvorlage. Der bisherige Hörspielchef des Südwestrundfunks, Ekkehard Skoruppa, übernahm dafür hier die Dramaturgie, sein Sohn Benjamin Skoruppa eine der Kinderrollen.
Schriftstellerin und Dramaturgin Uta-Maria Heim zur Besetzung: „Der eine ein maulfauler Schwarzwälder, die andere eine geschwätzige Städterin: Das geht gar nicht gut. Xaver Finkbeiner und Nina Brändle sind wie Feuer und Wasser. Oder umgekehrt, wie der Name Brändle schon sagt. Mit Ueli Jäggi und Karoline Eichhorn haben wir die ideale Besetzung gefunden. Der Finkbeiner wurde direkt auf Jäggi hin konzipiert und ich bin heilfroh, dass wir ihn für die Reihe gewinnen konnten. Und Karoline Eichhorn ist ein wunderbares Pendant.“
Diesmal spielt der Stuttgarter Tatort westlich einer Achse zwischen Würzburg und Rothenburg ob der Tauber im Taubertal, das angesichts der offensichtlich sexuell motivierten Kindermorde und des verschwundenen Mädchens keine Touristenidylle zeigen kann.

## Ausgabe
- KOFFER-RADIO-MORDE. Kriminal-Hörspiele. 10 CDs. Schall und Wahn – Verlag für Hörbücher 2010. ISBN 978-3-8371-0428-8.[5]

## Rezensionen

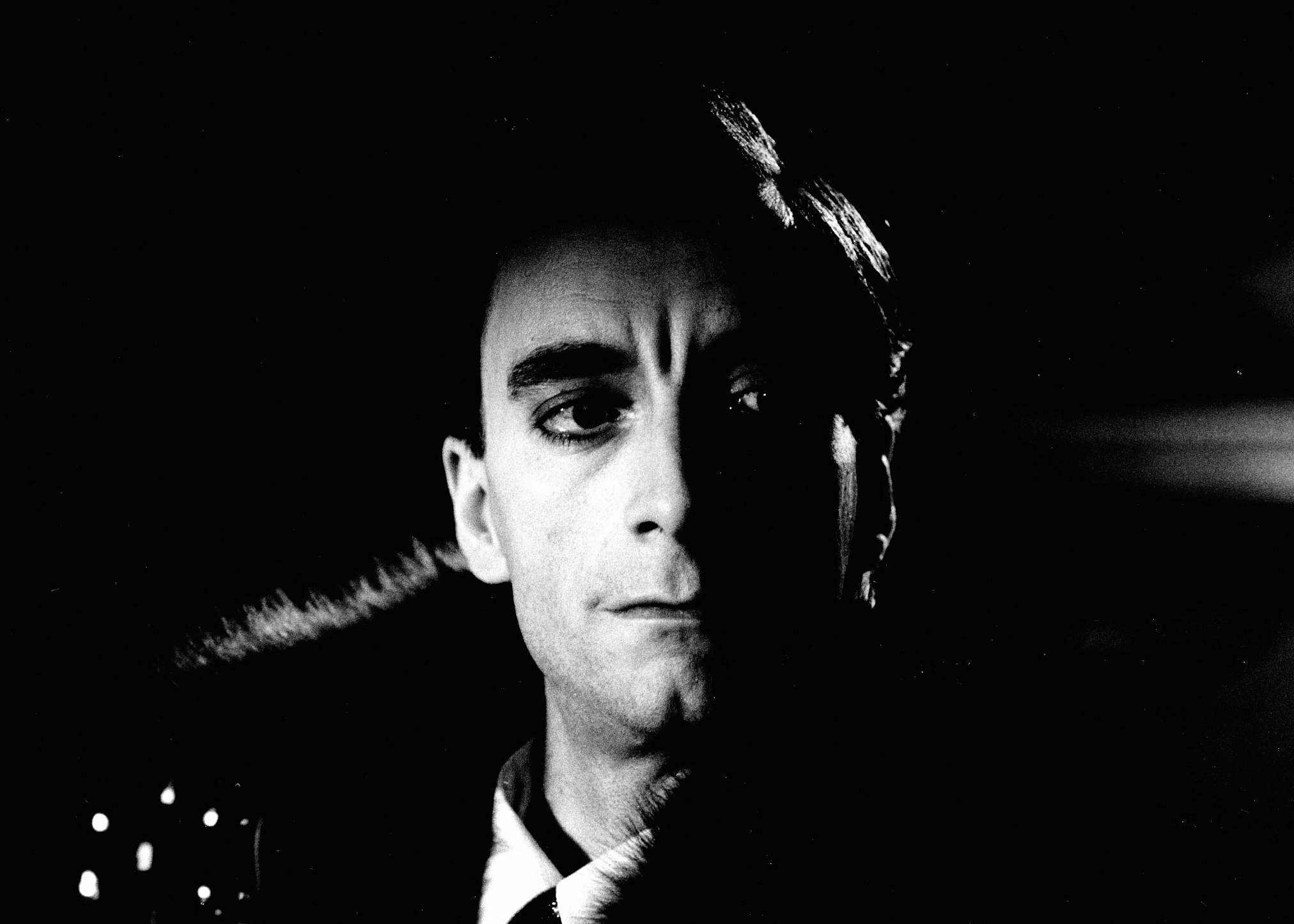
Ueli Jäggi, Sprecher des Xaver Finkbeiner

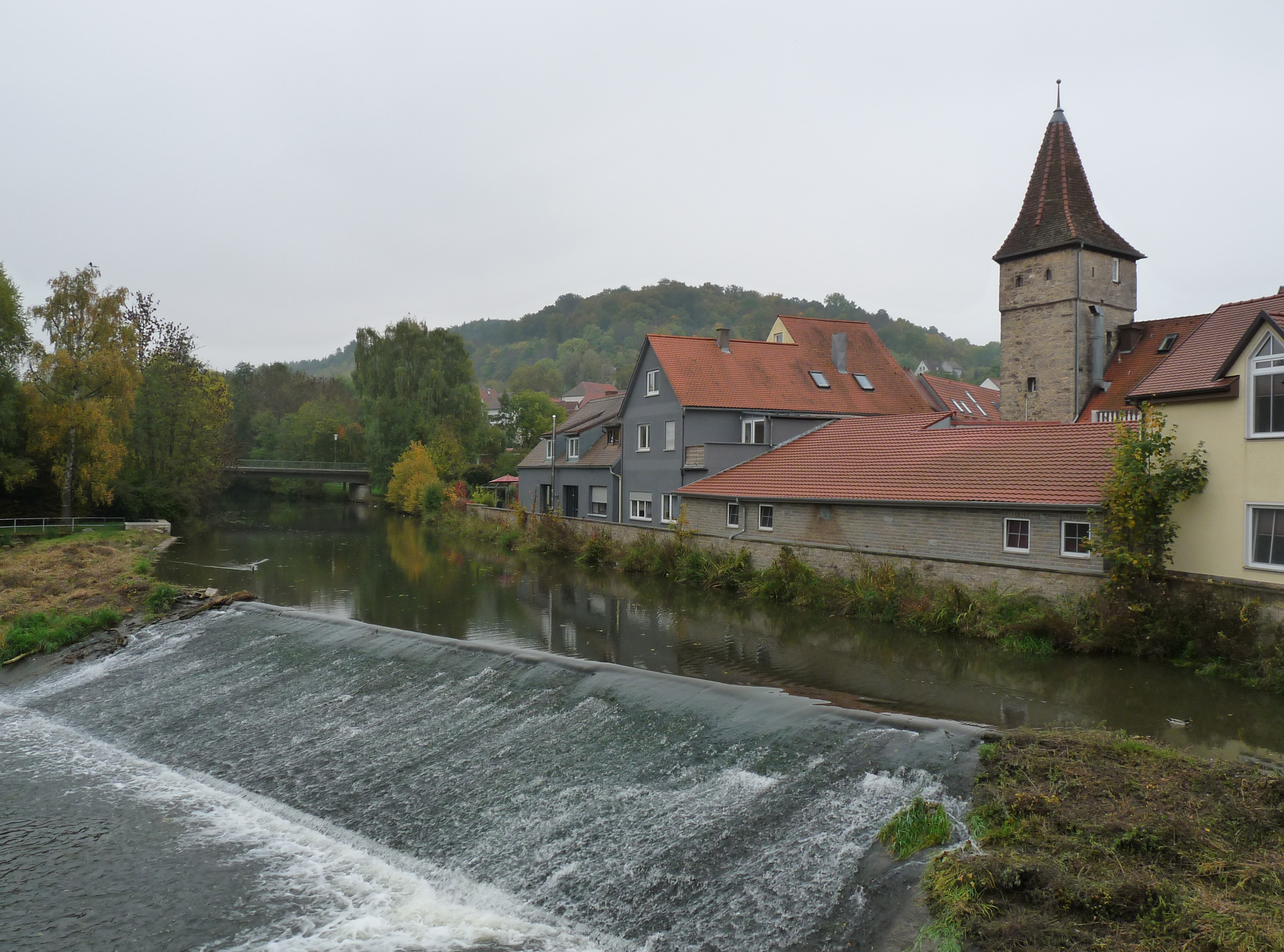
Die Tauber bei Creglingen

- „Es zeichnete sich schon mit dem ersten Tatort des SWR aus der Feder von Christine Lehmann ab, dass man hier qualitativ ein Highlight zu setzen im Stande sein kann. Das Duo Finkbeiner/Brändle ist nicht nur aufgrund des festen regionalen Bezugs sehr unterhaltsam, vor allem aber wissen die Fälle zu überzeugen.“[6]
- „Nach zwei guten Einträgen von Christine Lehmann als Autorin für den Radiotatort des SWR, zeichnet sich nun das Duo Friedrich Ani und Uta Maria Heim, bislang Dramaturgin der SWR-Radiotatorte, für den dritten Einsatz von Finkbeiner und Brändle verantwortlich. Die Dramaturgie übernahm Ekkehard Skoruppa, Hörspielchef des SWR und "Kopf" des ARD-Radiotatortes. Auch der dritte Fall hat es wieder in sich. Das Thema ist klug gewählt, denn es lässt – egal ob Fiktion oder Realität – niemanden kalt. Natürlich genügt dies aber noch lange nicht, um auch einen guten Tatort zu produzieren. Aber auch der Rest kann sich durchaus hören lassen. Die Geschichte ist recht dicht gepackt, was daran liegt, dass hier zunächst drei Verbrechen im Fokus stehen, die alle recht unterschiedlich sind und nur die gemeinsamen Nenner haben, dass Kinder betroffen sind und ein gewisser räumlicher Zusammenhang besteht. Schnell sortiert sich aber das Geschehen und nach und nach findet auch alles seine Lösung. Letztlich nimmt den größen Raum der Fall Marius Schindler ein, hinter der allerdings auch die ungewöhnlicheste Geschichte steckt. Recht gut gelöst ist dabei insgesamt die Frage nach den Verdächtigen; diese sind zahlreich, und dem Autorenduo gelingt es immer wieder, den Hörer auf falsche Fährten zu locken. Auch die Umsetzung überzeugt. Dem SWR schafft es meines Erachtens von allen Sendern am besten, regional – auch in der Sprache – verwurzelte Geschichten zu erzählen und doch auch für Hörer jenseits des eigenen Sendebereichs verständlich zu bleiben.“[7]
- „Im Radio waren die überzeugendsten Ursendung Glasauge von Johanna Sinisalo (WDR) und der Radiotatort “Falsches Herz” von Friedrich Ani und Uta-Maria Heim (SWR).“[8]
- „Alle Landesrundfunkanstalten senden seitdem einmal im Monat den jeweils neuen ARD Radio Tatort, nutzen das kreative Potential ihrer besten Krimiautoren und sorgen für zusätzliche Aufmerksamkeit für die traditionsreiche Radiokunstform Hörspiel. Inzwischen erreicht der Radio Tatort ein Millionenpublikum, zusätzlich belegen hohe Abrufzahlen im Internet (www.radiotatort.ard.de) die Akzeptanz dieser Krimis.“[9]
- „In den Medien, in denen die Hinweise auf Rundfunksendungen, wenn überhaupt noch vorhanden, nur noch mit der Lupe gefunden werden konnten, wird der Hörfunk wieder wahrgenommen. Und die Kritiken – ganz gleich wie sie ausfallen – sie sind sogar ausführlich!“[10]